# Papiermühlenschleuse Werden
Die alte Papiermühlenschleuse Werden im Essener Stadtteil Werden an der Ruhr wurde in den Jahren 1777 bis 1778 erbaut. Diese nicht mehr in Betrieb befindliche Schleuse liegt heute zwischen dem Baldeneysee und dem Kettwiger Stausee im Löwental.

## Geschichte

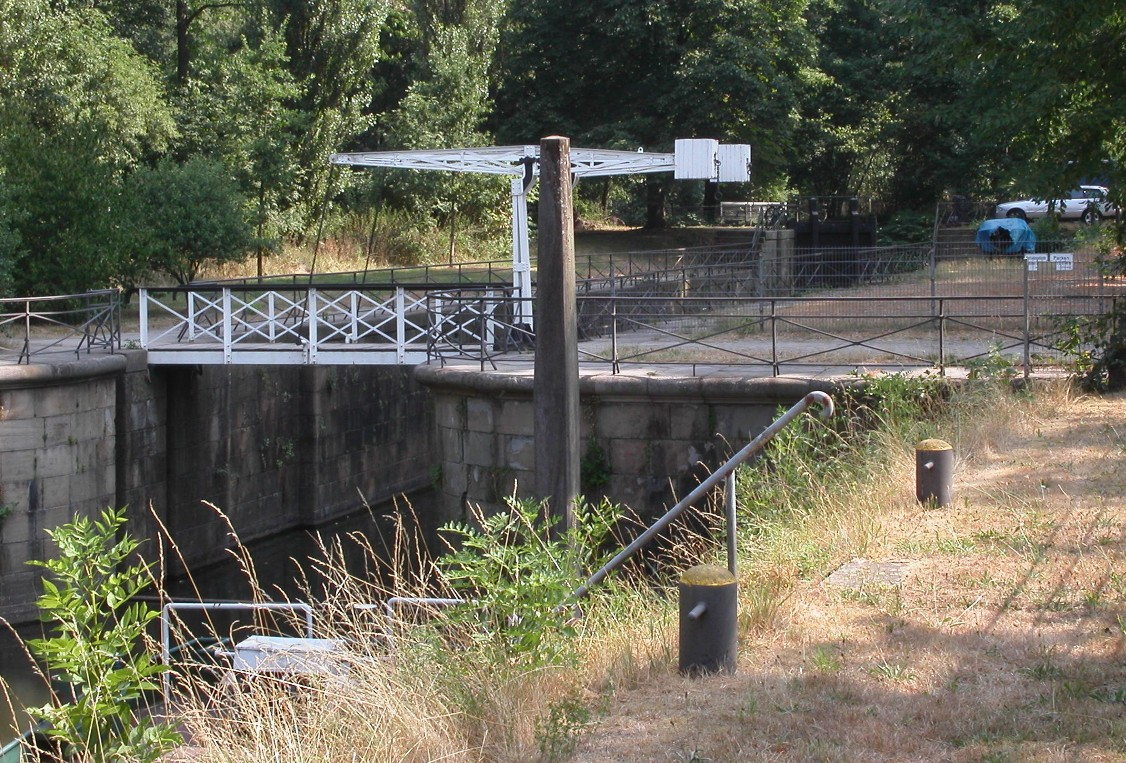
Detailgetreue Nachbildung der Klappbrücke über die Schleuse (nach Plänen aus dem Jahre 1902)

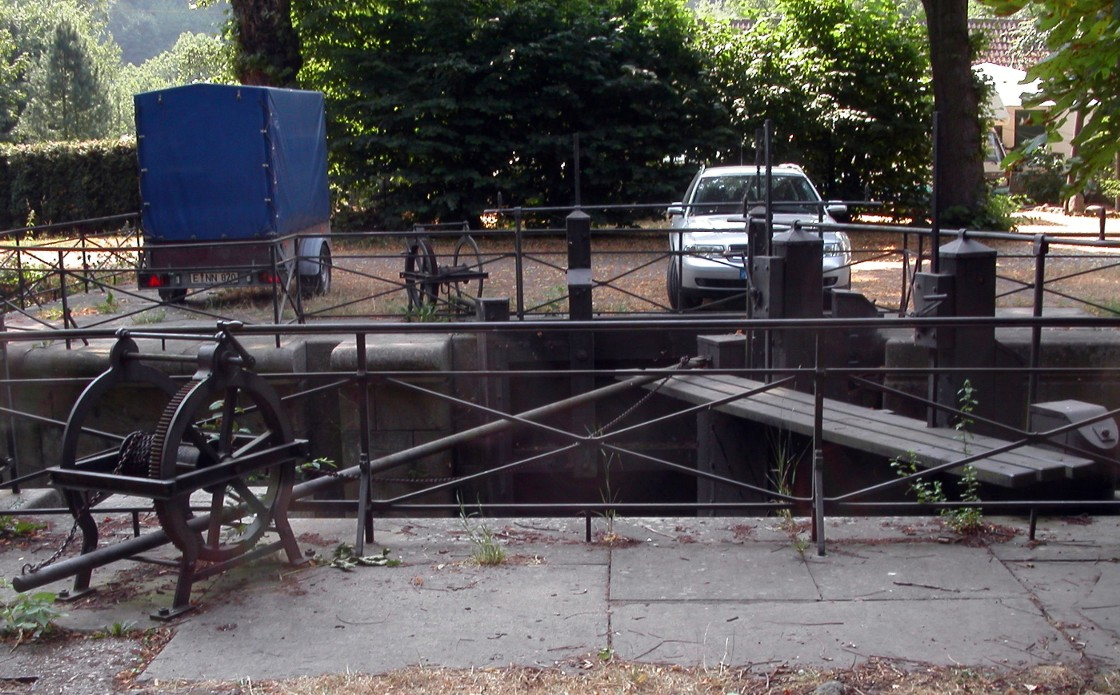
Antrieb nach alten Fotos nachgebaut

In den Jahren 1774 bis 1780 wurden 16 Schleusen an der Ruhr zwischen Ruhrort und Langschede gebaut. Auf Drängen von Friedrich II. von Preußen sollte die Ruhr auf dieser Länge schiffbar gemacht werden, was trotz Widerstandes örtlicher Grundherren geschah. Nur mit Hilfe von Schleusen kann ein Kohlentransport ohne Umladung aus der Grafschaft Mark bis zum Rhein funktionieren. Doch ab 1860 übernahm die aufstrebende Eisenbahn einen großen Teil der Transporte auf der Ruhr, des zu dieser Zeit meist befahrenen Flusses Europas. Schließlich war die Ruhrschifffahrt von den Jahreszeiten abhängig.
Der Abt von Kloster Werden, Johannes Hellersberg (Abt von 1774 bis 1780),  ließ von 1777 bis 1778 die Schleuse unmittelbar an einer Mühle am linken Flussufer errichten. 1834 wurde diese durch die neue Papiermühlenschleuse mit dem erhaltenen Schleusenwärterhaus ersetzt. Die alte verschwand durch den Bau der neuen Laupendahler Landstraße. 
Nach Aufstauung des Baldeneysees 1933 fiel die Schleuse trocken, da der Pegel um 2,2 Meter sank. Folglich wurde sie umgebaut, indem man die Böden absenkte und das Fundament erneuerte. Bis Anfang der 1950er Jahre wurde die Schleuse betrieben, und dann durch den neu angelegten Kettwiger Stausee überflüssig. Denn nun war der Wasserstand erneut etwa zwei Meter höher und bot in diesem Bereich eine ausreichende Wassertiefe, für die man keine Schleuse mehr benötigte. Die alte Papiermühlenschleuse wurde 1956 mit dem anfallenden Baggergut zugeschüttet, welches durch den Abbau des alten Wehres anfiel. Bevor die Schleuse samt Schleusenwärterhaus dann aber 1987 unter Denkmalschutz gestellt wurde, legte das Staatliche Amt für Wasser- und Abfallwirtschaft Düsseldorf (StAWA) die Schleuse wieder frei, restaurierte sie, und verband sie lediglich mit dem Unterwasser.

## Technische Daten
Die Schleuse ist 63,67 Meter und die Schleusenkammer 40 Meter lang und 5,58 Meter breit. Die Schleusenmauer endet 3,5 Meter über dem heutigen Wasserspiegel, der zu Zeiten des Betriebes der Schleuse niedriger war. Die Schleuse überwand damals einen Unterschied zwischen Ober- und Unterwasser von 2,70 Metern.
Entlang der Schleuse liegen noch etwa 80 Meter des Pflasters des alten Leinpfades, über den Pferde die Ruhraaken an Leinen flussaufwärts zogen. Der ursprünglich 3,70 Meter breite Leinpfad musste hier 1993 neu verlegt werden.